# Il prigioniero (film 1955)
Il prigioniero (The Prisoner) è un film del 1955 diretto da Peter Glenville.

## Trama
In un Paese dell'Europa dell'est, un cardinale che era stato la guida spirituale della nazione durante i cupi anni della seconda guerra mondiale, viene arrestato e consegnato nelle mani di un torturatore che lo sottopone ad ogni tipo di sofferenza fisica e mentale per riuscire a piegarlo. Poi viene rimesso in libertà: la gente non ha più alcuna fiducia in lui, ed egli accetta di portare per la vita il peso della sua solitudine. Il film è ispirato alla vera storia del cardinale ungherese Mindszenty.

## Riconoscimenti
- 1955 - National Board of Review
  - Miglior film straniero
- 1959 - Semana Internacional de Cine de Valladolid
  - Lábaro de oro